# Џенингс (Луизијана)
Џенингс (енгл. Jennings) град је у америчкој савезној држави Луизијана.

## Демографија
По попису из 2010. године број становника је 10.383, што је 603 (-5,5%) становника мање него 2000. године.
| Група             | 2000.         | 2010.         |
| Белци             | 7.676 (69,9%) | 7.006 (67,5%) |
| Афроамериканци    | 3.076 (28,0%) | 2.949 (28,4%) |
| Азијати           | 32 (0,3%)     | 25 (0,2%)     |
| Хиспаноамериканци | 101 (0,9%)    | 200 (1,9%)    |
| Укупно            | 10.986        | 10.383        |